# Dino Battaglia
Dino Battaglia (Venezia, 1º agosto 1923 – Milano, 4 ottobre 1983) è stato un fumettista italiano attivo dal secondo dopoguerra fino ai primi anni ottanta, noto per le trasposizioni a fumetti di opere letterarie realizzate con un raffinato stile grafico.

## Biografia
Dopo aver frequentato il liceo artistico, esordì come disegnatore nell'immediato dopoguerra, realizzando illustrazioni per libri dell'infanzia per un editore fiorentino; nel 1946 entra con Hugo Pratt, Mario Faustinelli e Alberto Ongaro, nel gruppo di autori della rivista Asso di Picche, realizzando alcune tavole della serie Junglemen, scritta da Ongaro. Quando, nel 1948, il gruppo di autori si spostò in Argentina per lavorare per l'editore Cesare Civita, Battaglia rimase in Italia, sposandosi nel 1950 con Laura De Vescovi, che poi divenne anche sceneggiatrice e colorista di alcune storie a fumetti del marito; nonostante non fosse partito per l'Argentina, lavorò lo stesso per l'Editorial Abril di Civita disegnando la serie Capitan Caribe, scritte da Ongaro e pubblicate su Salgari.
Nel 1950 si trasferì a Milano dove per la Mondadori disegnò molti numeri della serie Pecos Bill; durante gli anni cinquanta collaborò poi anche a Intrepido e per il mercato inglese disegnando fumetti pubblicati sul Daily Mirror tramite lo Studio Dami; per L'audace illustrò nel 1954 L'isola del tesoro e Peter Pan e, dal 1955 al 1956, disegnò El Kid su testi di Gianluigi Bonelli per le Edizioni Audace; durante gli anni cinquanta disegnò per Il Vittorioso storie come Il corsaro del Mediterraneo e Piuma bianca. 
Durante gli anni sessanta e settanta ebbe una lunga collaborazione con il Corriere dei Piccoli/Corriere dei Ragazzi, durata fino al 1972, iniziando nel 1961 con le storie di Topo Gigio sceneggiate da Maria Perego, realizzando trasposizioni a fumetti di fiabe e romanzi cavallereschi, spesso su sceneggiatura di Mino Milani. ma anche di altro genere come, nel 1965, I cinque della Selena e I cinque su marte, storie di fantascienza.
Negli anni sessanta collabora anche con altre testate come, nel 1967, la rivista Sgt. Kirk, sulla quale pubblicò la riduzione di Moby Dick alla quale seguirono altre trasposizioni di opere di autori classici, specie dell'Ottocento, come Poe, Lovecraft, Stevenson e Hoffmann pubblicate sulle rivista linus e alterlinus; queste storie verranno ripubblicate su varie riviste e raccolti in volumi come Totentanz o Battaglia racconta Maupassant.
Negli anni settanta collabora con il Messaggero dei Ragazzi e Il Giornalino, per i quali crea alcuni lavori di carattere religioso e agiografico quali Antonio da Padova e Frate Francesco (1974) e altre trasposizioni a fumetti, questa volta con una vena umoristica e grottesca, quali Till Eulenspiegel (1975), sceneggiato da Piero Zanotto, e nel 1979 Gargantua e Pantagruel, sull'adattamento scritto dalla moglie e che successivamente verrà riproposto in una nuova versione rielaborata nei testi da Ranieri Carano, pubblicata sulla rivista Corto Maltese. Tutte le storie per Il Giornalino verranno in seguito ripubblicate in volume dalle Edizioni Paoline. 
Verso la fine degli anni settanta inizia una collaborazione con la casa editrice Bonelli, per cui realizzò alcuni volumi della serie Un uomo un'avventura: L'Uomo della Legione e L'Uomo del New England.
Nei primi anni ottanta realizza per la rivista alter alter una breve serie di sua ideazione, l'ispettore Coke, protagonista di tre storie: I delitti della fenice, La Mummia e Il mostro del Tamigi, rimasta incompiuta per la morte dell'autore a Milano il 4 ottobre 1983. La serie verrà poi ripubblicata nella serie I protagonisti delle Edizioni L'Isola Trovata. Molte sue opere hanno avuto numerose di riedizioni e gli sono stati dedicati saggi. Nel 2016, la casa editrice Edizioni NPE ha inaugurato una collana dedicata a Dino Battaglia, che vede la pubblicazione in edizione cartonata di tutte le opere da lui realizzate.

## Riconoscimenti
- Premio Yellow Kid al Salone Internazionale dei Comics (1970);
- Mostra itinerante "Dino Battaglia - Le immagini parlanti".[12]

## Opere
- Totentanz, Milano Libri, 1972
- Il corsaro del Mediterraneo, Fratelli Spada, 1973
- Frate Francesco e i suoi fioretti, Ed. Messaggero, 1974
- Uomini in guerra, Ivaldi, 1975
- I signori della guerra, ovvero la guerra dei signori, Quadragono libri, 1975
- L'uomo della Legione, Edizioni Cepim, 1977
- Till Eulenspiegel, Ed. Paoline, 1977
- Battaglia racconta Maupassant, Milano Libri, 1978
- San Francesco, Ed. Messaggero, 1979
- Uomini, donne e santi, Ed. Messaggero, 1979
- Caricaaa!!, Fabbri, 1979
- L'uomo del New England, Edizioni Cepim, 1979
- Uomini in guerra, Fabbri, 1979
- Antonio di Padova, Ed. Messaggero, 1980
- Esploratori di ieri e di domani, Ed. Messaggero, 1980
- Gargantua, Ed. Paoline, 1980
- Junglemen, Fabbri, 1980
- Uomini coraggiosi, Fabbri, 1980
- I cinque della Selena, Ivaldi, 1982
- Dottor Jekill & Mister Lovecraft, Editori del Grifo, 1983
- I delitti della Fenice, L'isola trovata, 1983
- La mummia, Ed. L'isola trovata, 1984
- Gargantua e Pantagruel, L'isola trovata, 1985
- Moby Dick, Editori del Grifo, 1986
- Il gran libro delle favole, Ivaldi, 1987
- Gargantua e Pantagruel, Milano Libri Ed., 1993
- Il gatto con gli stivali, Lo Scarabeo, 1997
- Oliver Bold, Libreria Milone, 1997
- Otto racconti illustrati, Edgar Allan Poe - Dino Battaglia, Lo Scarabeo, 1999
- Topo Gigio, Lo Scarabeo, 2000
- Racconti, Edizioni Di, 2001
- Maupassant, Edizioni Di, 2001
- Racconti 2, Edizioni Di, 2001
- Fiabe, Edizioni Di, 2001
- I cinque della Selena, Edizioni Di, 2002
- I patriarchi, Edizioni Di, 2003
- La mummia, Edizioni Di, 2003
- Leggende, Edizioni Di, 2004
- Till Eulenspiegel, Edizioni Di, 2005
- Esploratori, Edizioni Di, 2005
- Battaglia illustratore, Edizioni Di
- Il corsaro del Mediterraneo, Edizioni Di, 2006
- I delitti della Fenice, Edizioni Di
- L'uomo del New England, Edizioni Di
- L'uomo della Legione, Edizioni Di
- Poe, Edizioni Di, 2008
- Letteratura disegnata, Lo Scarabeo, 2019
- Il mostro del Tamigi, Lo Scarabeo, 2019
- Edgar Allan Poe, Edizioni NPE, 2016 ISBN 9788897141907
- Maupassant, Edizioni NPE, 2016 ISBN 9788897141914
- L'uomo delle legione, Edizioni NPE, 2017 ISBN 9788888893884
- Lovecraft e altre storie, Edizioni NPE, 2017 ISBN 9788888893891
- La mummia, Edizioni NPE, 2017 ISBN 9788888893976
- L'uomo del New England, Edizioni NPE, 2017 ISBN 9788894818062
- I delitti della fenice, Edizioni NPE, 2019 ISBN 9788894818253
- Woyzeck, Edizioni NPE, 2019 ISBN 9788894818321
- Till Ulenspiegel, Edizioni NPE, 2020 ISBN 9788894818475
- Il gatto con gli stivali, Edizioni NPE, 2020 ISBN 9788836270071
- Gargantua e Pantagruel, Edizioni NPE, 2021 ISBN 9788836270217
- San Francesco d'Assisi, Edizioni NPE, 2021 ISBN 9788836270347
- Il cuore nello scrigno, Edizioni NPE, 2022 ISBN 9788836270705
- Il gigante egoista e altre favole, Edizioni NPE, 2022 ISBN 9788836270866
- I cinque della Selena, Edizioni NPE, 2023 ISBN 9788836271160 (con Mino Milani)
- 5 su Marte, Edizioni NPE, 2023 ISBN 9788836271313 (con Laura De Vescovi)
- Ivanhoe, Edizioni NPE, 2023 ISBN 9788836272082
- La freccia nera, Edizioni NPE, 2024 ISBN 9788836272198
- Storie nere, Sergio Bonelli Editore, 2024, ISBN  978-88-6961-982-3
- Maupassant, Sergio Bonelli Editore, 2024, ISBN   978-88-6961-877-2
- Le grandi imprese dell'uomo, Edizioni NPE, 2024, ISBN  9788836272549 (con Mino Milani)
- Storie di uomini straordinari, Edizioni NPE, 2025, ISBN  9788836272761 (con Mino Milani)